# Кочеткова, Мария Игнатьевна
Мария Игнатьевна Кочеткова, в девичестве — Гущина (1930, Орловская область) — свинарка свиноводческого совхоза «Металлист» Министерства совхозов СССР, Амвросиевский район Сталинской области, Украинская ССР. Герой Социалистического Труда (1949).

## Биография
Родилась в 1930 году в крестьянской семье в одном из сельских населённых пунктов Орловской области. В послевоенное время, будучи несовершеннолетней, переехала в посёлок Войковский Амвросиевского района, где в местном совхозе «Металлист» (директор — Пётр Борисович Янатьев) трудилась свинаркой её старшая сестра Анна Игнатьевна Гущина. В последующие годы трудилась свинаркой в этом же совхозе.
В 1948 году вырастила в среднем по 25 поросят от 10 свиноматок. Средний вес двухмесячного поросёнка при отъёме составил 15 килограммов. Указом Президиума Верховного Совета СССР от 24 сентября 1949 года удостоена звания Героя Социалистического Труда за «получение высокой продуктивности животноводства в 1948 году» с вручением ордена Ленина и золотой медали «Серп и Молот» (№ 4726).
Этим же указом званием Героя Социалистического Труда были награждены труженики совхоза «Металлист» старший конюх Василий Германович Половой, бригадир Анна Дмитриевна Голубина, свинарки Анна Ильинична Гулина, Анна Игнатьевна Гущина и Любовь Васильевна Шевченко.
В последующем трудилась на предприятии лёгкой промышленности.
После выхода на пенсию проживала в Амвросиевском районе.